# Giovanni Bersani
Giovanni Bersani (Bologna, 22 luglio 1914 – Bologna, 24 dicembre 2014) è stato un politico italiano.
Esponente della Democrazia Cristiana, è stato membro del Parlamento italiano e del Parlamento europeo.

## Biografia
Nato a Bologna e lì laureatosi in Giurisprudenza, dal 1943 combatte nella Resistenza italiana fra le formazioni cattoliche nel territorio bolognese. Dopo la fine della Guerra, entra nel Parlamento italiano dalla prima legislatura. Fu poi tra i fondatori del Movimento Cristiano Lavoratori, vicepresidente delle ACLI, deputato per sei legislature e senatore per una. Fu sottosegretario al Ministero del Lavoro e della Previdenza Sociale nel Governo De Gasperi VII nel periodo 1952-1953.
L'8 dicembre 1971 in risposta alla "ipotesi socialista" adottata delle ACLI fu fondatore con parte le Libere ACLI della FederACLche l'8 dicembre 1972 confluì nel Movimento Cristiano Lavoratori MCL.
Nel 1972 fondò il CEFA (Comitato Europeo per la Formazione e l'Agricoltura), ONG di cooperazione allo sviluppo e attività solidali con sede a Bologna e che da allora opera nei Paesi dell'Africa subsahariana, balcanici e dell'America Latina.

Giovanni Bersani in età matura

Membro del Parlamento europeo dal 1960, è stato eletto alle elezioni europee del 1979 per le liste della DC e riconfermato nel 1984. È stato vicepresidente della commissione per lo sviluppo e la cooperazione, membro della commissione per le relazioni economiche esterne e della delegazione alla commissione parlamentare mista CEE-Turchia. Aderì dapprima al gruppo democratico cristiano, successivamente al gruppo parlamentare del Partito Popolare Europeo.
Principale promotore dell'Associazione Fondazione Nord Sud, che nel 2014 assumerà il suo nome.
Nel 1980 gli viene conferito il "Premio Africa" dal Consiglio africano dei Capi di Stato; nel 1999 viene insignito della Medaglia d'oro al merito cooperativo.
Nel 2004 il consiglio regionale dell'Emilia-Romagna approvò una risoluzione per chiedere alle istituzioni locali di attivarsi per presentare una segnalazione in favore della nomina di Giovanni Bersani a senatore a vita, descrivendolo come chi ha dedicato la sua vita ai più deboli nelle sedi istituzionali e nel ruolo di volontariato internazionale.
Il 29 settembre 2008 il Comune di Medicina gli ha conferito la cittadinanza onoraria.